# Модель Гордона
Модель Гордона является вариацией модели дисконтирования дивидендов, методом для вычисления цены акции или бизнеса. Данная модель часто используется для оценки стоимости внебиржевых компаний, которую сложно оценить другими методами.
Модель подразумевает, что компания на сегодняшний день выплачивает дивиденды в размере D, которые в будущем будут увеличиваться с неизменной ставкой g. Также подразумевается, что требуемая процентная ставка (ставка дисконтирования) акции остается постоянной на уровне k.
Тогда текущая стоимость акции будет равна:
{\displaystyle P=D*{\frac {1+g}{k-g}}}.
На практике P часто корректируется с учётом различных факторов, например, размера компании.
Распространено использование упрощенного вида формулы
{\displaystyle P_{0}={\frac {D_{1}}{k-g}}}
где {\displaystyle D_{1}} - дивиденд будущего года {\displaystyle D_{1}=D_{0}(1+g)}.

## Вывод формулы
Стоимость акции можно определить методом дисконтирования в следующем виде:
{\displaystyle P=\sum _{t=1}^{\infty }D*{\frac {(1+g)^{t}}{(1+k)^{t}}}}.
{\displaystyle P=D*{\frac {1+g}{1+k}}*\sum _{t=1}^{\infty }{\frac {(1+g)^{t-1}}{(1+k)^{t-1}}}}.
Воспользовавшись формулой для суммы геометрической прогрессии, получим:
{\displaystyle P=D*{\frac {1+g}{1+k}}*{\frac {1-({\frac {1+g}{1+k}})^{t-1}}{1-{\frac {1+g}{1+k}}}}}.
Тогда, учитывая что {\displaystyle t\rightarrow \infty } и {\displaystyle g<k}:
{\displaystyle P=D*{\frac {1+g}{1+k}}*{\frac {1}{1-{\frac {1+g}{1+k}}}}=D*{\frac {1+g}{1+k}}*{\frac {1}{\frac {k-g}{1+k}}}}.
В результате получим:
{\displaystyle P=D*{\frac {1+g}{1+k}}*{\frac {1+k}{k-g}}=D*{\frac {1+g}{k-g}}}

## Доход плюс прирост капитала равно общей доходности
Модель дисконтирования дивидендов может также быть использована для утверждения, что общая норма доходности акции равна сумме ее дохода и прироста капитала. 
{\displaystyle {\frac {D_{1}}{k-g}}=P_{0}} может быть преобразована в {\displaystyle {\frac {D_{1}}{P_{0}}}+g=k}
Дивидендная доходность {\displaystyle (D_{1}/P_{0})} плюс рост (g) равны стоимости собственного капитала (k)
Предположим, что темп роста дивидендов в модели является прокси-переменной роста доходов и в целом цены акции и прироста капитала. Также предположим, что стоимость собственного капитала есть прокси-переменная требуемой нормы доходности инвесторов.
{\displaystyle {\text{Доход}}+{\text{Прирост капитала}}={\text{Общая доходность}}}

## Темп роста не может превышать норму доходности собственного капитала
Из первого уравнения можно заметить, что {\displaystyle k-g} не может быть отрицательной. Когда в краткосрочном периоде темп роста дивидендов превышает стоимость собственного капитала (норму доходности собственного капитала), то обычно используют двухступенчатый метод модели:
{\displaystyle P=\sum _{t=1}^{N}{\frac {D_{0}\left(1+g\right)^{t}}{\left(1+k\right)^{t}}}+{\frac {P_{N}}{\left(1+k\right)^{N}}}}
Следовательно,
{\displaystyle P={\frac {D_{0}\left(1+g\right)}{k-g}}\left[1-{\frac {\left(1+g\right)^{N}}{\left(1+k\right)^{N}}}\right]+{\frac {D_{0}\left(1+g\right)^{N}\left(1+g_{\infty }\right)}{\left(1+k\right)^{N}\left(k-g_{\infty }\right)}},}
где {\displaystyle g} обозначает ожидаемый темп роста в краткосрочном периоде, {\displaystyle g_{\infty }} обозначает темп долгосрочного роста и {\displaystyle N} - длительность периода (количество лет), в течение которого применяется краткосрочный темп роста.
Даже если g очень близок к k, P приближается бесконечности, следовательно модель становится бессмысленной.

## Некоторые свойства модели
a)
При нулевом темпе роста g, происходит капитализация дивидендов.
{\displaystyle P_{0}={\frac {D_{1}}{k}}}.
 b)
Уравнение также применимо для выведения стоимости капитала путём нахождения {\displaystyle k}.
{\displaystyle k={\frac {D_{1}}{P_{0}}}+g.}
 c)
Что эквивалентно формуле модели роста Гордона:
{\displaystyle P_{0}={\frac {D_{1}}{k-g}}}
где “{\displaystyle P_{0}}” обозначает текущую стоимость акции, “{\displaystyle D_{1}}” ожидаемый дивиденд на акцию в следующем году, “g” обозначает темп роста дивидендов, а “k” представляет собой требуемую норму доходности инвестора.

## Ограничения модели
a)
Предположение устойчивого и бесконечного темпа роста, не превышающего стоимости капитала, не всегда разумно. 
b)
Если не выплачивается дивиденд по акции в текущем периоде, как для большинства акций роста, то для оценки стоимости акции должны быть использованы более простые версии модели дисконтирования дивидендов. Одна из распространенных техник заключается в предположении, что гипотеза Модильяни-Миллера о нерелевантности дивидендов верна, и, следовательно, дивиденды на акцию D заменяются прибылью на акцию E. Однако, это требует использование темпов роста прибыли, а не дивидендов, которые могут различаться. Данный подход особенно полезен для расчета остаточной стоимости будущих периодов.   
c)
Цена акции в модели Гордона чувствительна выбранным темпам роста {\displaystyle g}.   
В целом, использование модели ограничено компаниями со стабильными темпами роста. Для корректного использования данные для определения темпов роста должны быть тщательно отобраны.
Модель Гордона больше всего подходит компаниям, чьи темпы роста равны номинальным темпам роста экономики или ниже их, при этом у этих компаний есть определенная политика выплаты дивидендов, которую они намерены проводить и в будущем.